# NGC 5875
NGC 5875 is een spiraalvormig sterrenstelsel in het sterrenbeeld Ossenhoeder. Het hemelobject werd op 1 mei 1788 ontdekt door de Duits-Britse astronoom William Herschel.

## Synoniemen
- UGC 9745
- MCG 9-25-27
- ZWG 274.27
- IRAS 15077+5243
- PGC 54095